# 法克勒 (阿拉巴馬州)
法克勒（英語：Fackler）是一個位於美國阿拉巴馬州傑克遜縣的非建制地區。該地的面積和人口皆未知。

## 地理
法克勒的座標為34°47′33″N 85°54′36″W / 34.79249°N 85.91°W，而該地的平均海拔高度為186米（即610英尺）。